# 1904년 하계 올림픽 헝가리 선수단
1904년 하계 올림픽 헝가리 선수단은 미국 세인트루이스에서 개최된 1904년 하계 올림픽에 참가한 올림픽 헝가리 선수단이다. 2개 종목과 9개 세부 종목에서 4명의 선수가 참가하였다.

## 메달 집계

### 종목별 참가 선수 및 메달 집계
| 종목 | 참가 선수 | 1 | 2 | 3 | 합계 |
| 수영 | 2         | 2 | 1 | 1 | 4    |
| 육상 | 2         | 0 | 2 |   |      |
| 합계 | 4         | 0 | 4 |   |      |

## 메달 집계

### 종목별 메달 집계
| 종목 |   |   |   | 합계 |
| 수영 | 2 | 1 | 1 | 4    |
| 합계 | 2 | 1 | 1 | 4    |

### 메달리스트
| 메달 | 선수        | 종목 | 세부 종목           | 날짜    |
| ---- | ----------- | ---- | ------------------- | ------- |
|      | 헐머이 졸탄 | 수영 | 남자 100야드 자유형 | 9월 5일 |
|      | 헐머이 졸탄 | 수영 | 남자 50야드 자유형  | 9월 6일 |
|      | 키스 게저   | 수영 | 남자 50야드 자유형  | 9월 6일 |
|      | 키스 게저   | 수영 | 남자 880야드 자유형 | 9월 7일 |

## 수영
| 선수        | 세부 종목      | 예선   | 예선 | 결선      | 결선 |
| 선수        | 세부 종목      | 기록   | 순위 | 기록      | 순위 |
| 키스 게저   | 880야드 자유형 |        |      | 불명      | 3    |
| 키스 게저   | 1마일 자유형   |        |      | 28:28.2   | 2    |
| 헐머이 졸탄 | 50야드 자유형  | 29.6   | 1 Q  | 28.2 28.0 | 1    |
| 헐머이 졸탄 | 100야드 자유형 | 1:06.2 | 1 Q  | 1:02.8    | 1    |

## 육상

### 트랙 육상
| 선수      | 종목 | 예선 | 예선 | 패자부활전 | 패자부활전 | 결선      | 결선      |
| 선수      | 종목 | 기록 | 순위 | 기록       | 순위       | 기록      | 순위      |
| --------- | ---- | ---- | ---- | ---------- | ---------- | --------- | --------- |
| 메조 벨러 | 60m  | 불명 | 4    | 진출 실패  | 진출 실패  | 진출 실패 | 진출 실패 |
| 메조 벨러 | 100m | 불명 | 3    |            |            | 진출 실패 | 진출 실패 |

필드 경기
| 선수          | 세부 종목      | 기록 | 순위 |
| 괸츠지 러요스 | 높이뛰기       | 1.75 | 4    |
| 괸츠지 러요스 | 제자리높이뛰기 | 1.35 | 5    |
| 메조 벨러     | 멀리뛰기       | 불명 | 불명 |

## 참고 자료
- (영어) International Olympic Committee medal winners database
- (영어) George Seymour Lyon - Olympic Individual gold medal winner 1904
- (폴란드어) Pawel, Wudarski (1999). “Wyniki Igrzysk Olimpijskich”. 2008년 10월 14일에 원본 문서에서 보존된 문서. 2006년 12월 17일에 확인함.
- (영어) “Hungary:1904 Olympic Results”. sports-reference.com. 2012년 8월 14일에 원본 문서에서 보존된 문서. 2010년 8월 25일에 확인함.